# Ductus arteriós persistent
El ductus arteriós persistent (DAP) és la permanència de la comunicació vascular entre l'artèria pulmonar i l'artèria aorta descendent. És una comunicació pròpia de la circulació fetal, que en condicions normals es tanca durant els primers dies de vida. El tancament del ductus es produeix en dues fases: al llarg de les dotze hores posteriors al naixement la contracció de la seva capa de múscul llis escurça la longitud i redueix el diàmetre del vas. La protrusió i la necrosi endotelials oclueixen la llum d'aquest, que perd la funcionalitat. Més tard, entre les 2-3 setmanes de vida finalitza el procés de fibrosi de les capes mitjana i íntima, la comunicació queda tancada definitivament i el ductus es converteix en el lligament arteriós. La persistència del ductus arteriós de forma perllongada pot produir sintomatologia cardíaca.
Els factors relacionats amb la persistència del ductus arteriós son la prematuritat, les infeccions prenatals i els factors genètics.

Representació del DAP: es pot observar la comunicació entre artèria pulmonar i aorta.

## Etiologia
Durant el desenvolupament intrauterí, la circulació fetal afavoreix la irrigació i oxigenació de teixits com el cervell i el miocardi. Els pulmons fetals, que no realitzen cap funció respiratòria intraúter, presenten una elevada resistència al pas de sang a través del seu arbre vascular (elevada resistència vascular pulmonar o RVP). D'aquesta manera, la sang que arriba a l'artèria pulmonar procedent del ventricle dret (VD) es desvia a través del ductus arteriós cap a l'aorta descendent, saltant-se per tant la circulació pulmonar. El ductus arteriós gestiona el pas de la majoria del dèbit del ventricle dret (precàrrega VD), que es correspon al 60 per cent del cabal cardíac total. Es tracta d'una estructura imprescindible per al desenvolupament fetal. Durant la gestació, el ductus arteriós es manté permeable gràcies a la secreció de prostaglandines fetals i placentàries, que afavoreixen la relaxació de la capa muscular arterial i mantenen el ductus obert. Amb el naixement del nadó, es produeix el tancament funcional del ductus arteriós en les primeres 12-48 h de vida. L'increment de la concentració d'oxigen sanguini, així com el descens dels nivells de prostaglandina E2 (dinoprostona), produeixen la contracció de les fibres musculars que tancaran el ductus arteriós. El tancament anatòmic es completa entre la segona i tercera setmana de vida. Cap a les 8 setmanes de vida, el ductus arteriós és tancat en el 90 per cent dels nadons nascuts a terme.

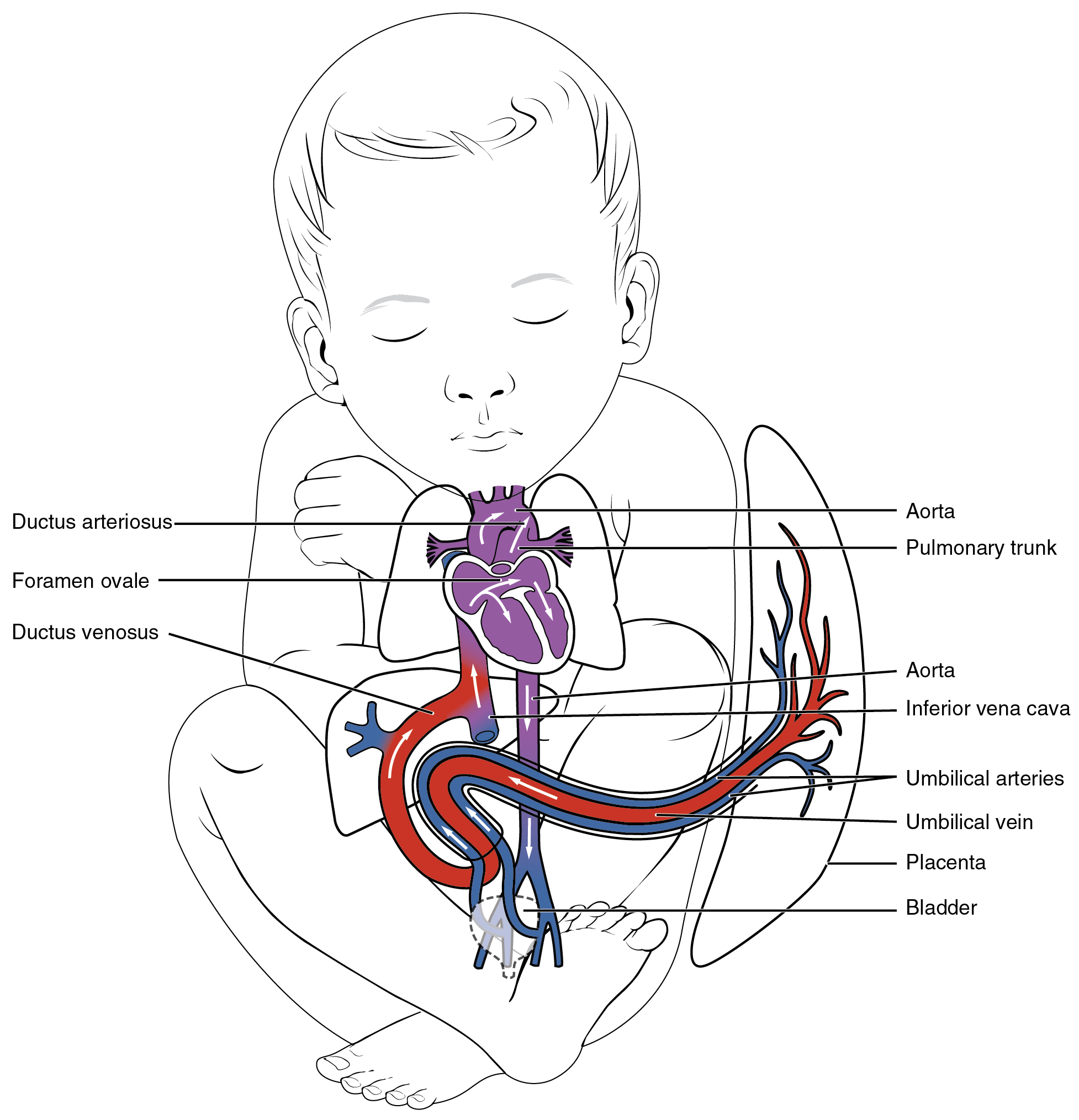
Representació de la circulació fetal

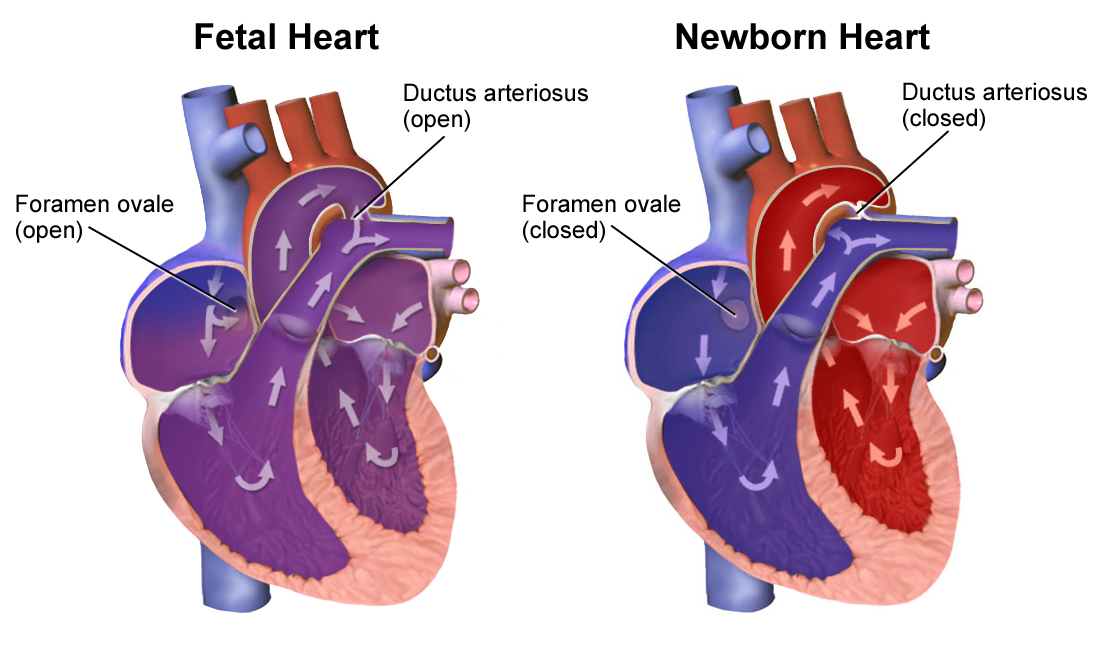
Representació de la circulació fetal vs circulació del nounat

## Epidemiologia
Existeixen factors relacionats amb la persistència del ductus arteriós. La incidència del DAP en nens nascuts a terme segons sèries històriques és d'1 per cada 2.000-2.500 nascuts vius. No obstant això, s'estima que la incidència real tenint en compte la freqüència de ductus persistents sense repercussió clínica que es diagnostiquen de manera incidental, podria ascendir fins a 1 per cada 500 nascuts vius.
Tot i que en la majoria de casos de DAP no es localitza una causa identificable, s'associa la seva aparició a factors genètics. Predomina en el sexe femení (2:1), i la seva prevalença és major en nens afectats per diversos trastorns genètics: trisomia 21 i 18, síndrome de Patau, síndrome de Char o síndrome d'Holt-Oram, entre d'altres. L'exposició del fetus a una infecció primerenca pel virus de la rubèola és un altre factor relacionat amb l'aparició de DAP, sobretot de tipus tubular, associat a lesions arterials pulmonars i renals. També la corioamnionitis, la fototeràpia, la sífilis congènita, la preeclàmpsia materna i el consum de substàncies teratogèniques com alcohol, amfetamines i anticonvulsivants durant la gestació augmenta la probabilitat de DAP fetal.
Els nounats nascuts preterme son la població més susceptible a patir DAP. La persistència del ductus arteriós és inversament proporcional a l'edat gestacional del nadó i esta associada amb una major mortalitat en casos de prematuritat important. La incidència varia des d'un 20 per cent en els nadons majors de 32 setmanes de gestació (SG) fins a un 60 per cent d'afectats en menors de 28 SG, especialment si han patit síndrome del destret respiratori neonatal i necessitat de ventilació mecànica invasiva (VMI).

## Fisiopatologia i simptomatologia
Durant la vida fetal, les elevades resistències vasculars pulmonars (RVP) provoquen el pas de sang des de l'artèria pulmonar cap a l'aorta descendent (shunt pulmonar-sistèmic). A partir del naixement, amb la disminució de les resistències pulmonars es produeix el shunt invers des de l'aorta cap a la circulació pulmonar (shunt sistèmic-pulmonar), produint una sobrecàrrega de la mateixa. La repercussió d'aquest shunt dependrà del diàmetre del ductus i de la resposta dels òrgans afectats: cor i pulmons. Els canvis de la pressió parcial de l'oxigen (pO2), de la pressió parcial de diòxid de carboni (pCO2) i del pH, l'increment de l'activitat de l'endotelina-1, l'alliberament d'angiotensina 2 o l'activació del citocrom p450 són alguns dels factors claus que regulen la transició fisiològica de l'activitat cardiopulmonar durant el període perinatal i la permanència del ductus en els nens prematurs.
L'aneurisma del DAP és una condició que detecta en un petit percentatge d'individus amb aquesta anomalia congènita. La seva veritable incidència no es coneix ben bé, ja que molts casos detectats en les ecocardiografies neonatals es resolen espontàniament sense seqüeles clíniques d'importància. Aquest tipus singular d'aneurisma s'observa sobretot en nens, encara que també s'ha descrit en adults.
En el context d'una síndrome d'Upshaw-Schulman (un trastorn hereditari de la coagulació autosòmic recessiu causat per mutacions en el gen ADAMTS13), el DAP pot desencadenar greus episodis d'icterícia hemolítica neonatal. La coexistència de DAP i aplàsia pulmonar, total o parcial, en un nen nascut a termini és un fet del tot insòlit.
Alguns dels símptomes relacionats amb el DAP són:
- Irritabilitat
- Rebuig o dificultat per realitzar les tomes de llet[36]
- Estancament ponderal[37]
- Taquipnea
- Taquicàrdia
- Buf cardíac continu[38]
- Sudoració profusa
- Fatiga i cansament fàcil
- Infeccions respiratòries recurrents
- Hepatomegàlia
- Hipertensió pulmonar[39]
- Endocarditis infecciosa[40]
- Síndrome d'Eisenmenger[41]
- Aneurisma de l'artèria pulmonar[42]
- Oligoanúria (estat de la funció renal entre l'oligúria i l'anúria)[43]

- Fisiopatologia del DAP

## Variants morfològiques
Segons estudis angiogràfics, els diferents tipus de DAP es poden classificar com:
- Tipus 1 o cònic (A).[45]
- Tipus 2 o fenestrat (B).[46]
- Tipus 3 o tubular (C).[47]
- Tipus 4 o complex amb múltiples constriccions (D).[48]
- Tipus 5 o allargat (E).[49]

## Diagnòstic
L'ecocardiografia és la prova diagnòstica més útil per detectar la presència del ductus arteriós persistent (DAP), així com per determinar l'estat hemodinàmic, el tipus de DAP, les dimensions, la seva repercussió sobre les cavitats cardíaques i el tractament més adequat. Es poden detectar alguns indicis de DAP en altres proves clíniques com l'electrocardiograma (ECG), l'analítica sanguínia, la quantificació dels nivells d'isoprostans en l'orina i la radiografia de tòrax. No és rar que al practicar una tomografia computada per qualsevol motiu en un adult se li diagnostiqui incidentalment un DAP, quasi sempre de petites dimensions.

## Tractament
No existeix un consens global per al tractament del ductus arteriós persistent, sobretot quan aquest és molt petit, ja que en molts nens el DAP es tanca espontàniament durant els dos anys després de néixer. Si bé en el passat es tendia a la lligadura del ductus de manera profilàctica, ara per ara les pautes recomanen valorar la situació individual de cada pacient i tractar aquells casos en els quals el ductus persistent representi un factor de morbi-mortalitat. En els casos on el tancament del DAP estigui indicat es recomana iniciar el tractament de forma precoç abans de les dues primeres setmanes de vida, però no durant els dies immediatament posteriors al part, ja que la tassa d'èxit és major i la de complicacions més baixa.
Els tractaments utilitzats pel tancament del ductus arteriós persistent son el tractament amb fàrmacs, el tractament quirúrgic i el tractament percutani.
- Tractament farmacològic: s'utilitzen inhibidors de la ciclooxigenasa 2 (COX-2) com la indometacina (un AINE relacionat amb el diclofenac)[66] i l'ibuprofèn,[67] que s'administren en tandes de 3 dosis, amb la possibilitat de repetir el protocol en cas d'ineficàcia de la primera tanda. En prematurs de pes molt baix, el paracetamol pot ser una alternativa terapèutica útil.[68] No és recomanable l'ús profilàctic generalitzat de d'ibuprofèn o indometacina, perquè de vegades indueix el desenvolupament d'una hipertensió pulmonar important i perllongada; si bé es tracta d'una decisió clínica que depèn de l'edat gestacional del nounat, la mida del ductus i el grau de disfunció respiratòria.[69]
- Tractament quirúrgic: es realitza una lligadura quirúrgica mitjançant la pràctica d'una toracotomia esquerra.[70] Es reserva per aquells casos on el tractament farmacològic no està indicat o ha fracassat, ja que no està exempt de complicacions postquirúrgiques.[65] El mètode operatori específic està determinat per la mida del DAP i l'edat del pacient.[71] La cirurgia cardíaca en nens amb DAP i trisomia 13 o 18 es pot efectuar sense problemes especials, encara que el seu temps d'estada hospitalària acostuma a ser més llarg que el dels casos sense aquestes anormalitats cromosòmiques.[72] La primera lligadura amb èxit d'un DAP la va fer el cirurgià nord-americà Robert Edward Gross (1905-1988) a l'Hospital per nens de Boston,[73] l'any 1938.[74]
- Tractament percutani: en nens més grans el tractament d'elecció és l'abordatge percutani, on mitjançant un cateterisme es col·loca una pròtesi que tancarà el flux de sang a través del ductus.[14][75] Determinats casos de DAP poden requerir la implantació d'un stent.[76]

| Ibuprofèn (administració cada 24 h) | Ibuprofèn (administració cada 24 h) | Indometacina (administració cada 12 h) | Indometacina (administració cada 12 h) | Indometacina (administració cada 12 h) | Indometacina (administració cada 12 h) |
| ----------------------------------- | ----------------------------------- | -------------------------------------- | -------------------------------------- | -------------------------------------- | -------------------------------------- |
| 1a dosi                             | 10mg/Kg                             | Edat l'inici del tractament            | < 48h de vida                          | > 48h de vida                          | > 7 dies de vida                       |
| 2a dosi                             | 5mg/Kg                              | 1a dosi                                | 0,2mg/Kg                               | 0,2mg/Kg                               | 0,2mg/Kg                               |
| 3a dosi                             | 5mg/Kg                              | 2a dosi                                | 0,1mg/Kg                               | 0,2mg/Kg                               | 0,25mg/Kg                              |
|                                     |                                     | 3a dosi                                | 0,1mg/Kg                               | 0,2mg/Kg                               | 0,25mg/Kg                              |

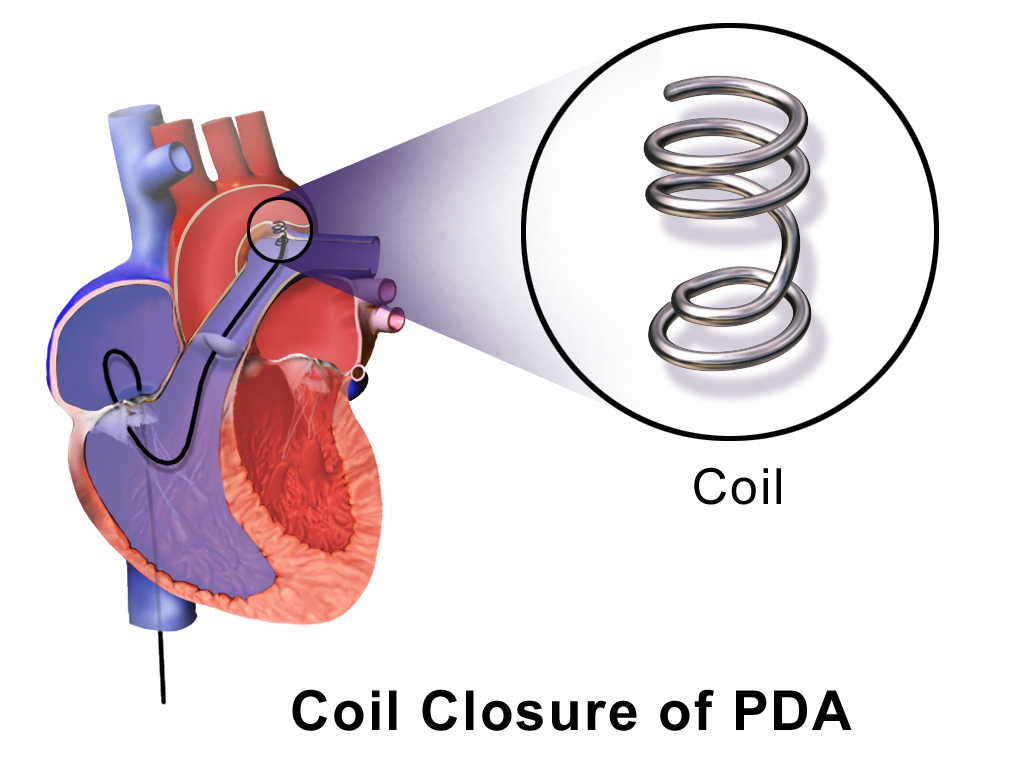
Abordatge percutani del DAP